# Litoria christianbergmanni
Litoria christianbergmanni es una especie de anfibio anuro de la familia Pelodryadidae.

## Distribución geográfica
Esta especie es endémica del oeste de Nueva Guinea en Indonesia. Habita en la provincia de Papua de 770 a 860 m de altitud en las montañas Fak-Fak.

## Descripción
Los machos miden de 26.9 a 31.2 mm.

## Etimología
Esta especie lleva el nombre en honor al herpetólogo alemán Carl Bergmann.

## Publicación original
- Günther, 2008 : Two new hylid frogs (Anura: Hylidae: Litoria) from western New Guinea. Vertebrate Zoology, Museum für Tierkunde Dresden, vol. 58, n.º 1, p. 83-92[5]